# 一
【一】 — китайський ієрогліф. Ключ 1. Один з 996 ієрогліфів, обов'язкових для вивчення в японській початковій школі.Дуже часто використовується на письмі в японській мові.

## Значення
1. один; одиниця.
2. початок (рахунку, речей).
3. однаковий, рівний.
4. робити однаковим, рівним.
5. справжній, чистий.
6. повністю, цілком.
7. все; всі.
8. один раз:
1) раз.
2) коли.
3) або.
9. якось.
10. трохи.
11. Ключ 1.

Ключ: 1 (一 + 0);  Кількість рисок: 1.
Введення ієрогліфа методом цанзє: 一 (M); Введення ієрогліфа чотирикутним методом: 10000. .

## Прочитання
| Китайська         |                   |                   |                   |                 |                 |
| Мандаринська мова | Мандаринська мова | Мандаринська мова | Мандаринська мова | Кантонська мова | Кантонська мова |
| чжуїнь            | піньїнь           | Вейд-Джайлз       | кирилиця          | ютпхін          | Єль             |
| ㄧ                | yī (yi1)          | i1                | ї                 | jat1            | yat1            |

| Корейська |         |               |              |      |          |
|           | хангиль | стара латинка | нова латинка | Єль  | кирилиця |
| Звук:     | 일      | il            | il           | il   | іль      |
| Назва:    | 하나    | hana          | hana         | hana | хана     |

| Японська |                                                                        |                                                               |                                                               |
|          | кана                                                                   | латинка                                                       | кирилиця                                                      |
| Он:      | いち いつ                                                              | ichi itsu                                                     | іті іцу                                                       |
| Кун:     | ひと つ                                                                | hito tsu                                                      | хіто цу                                                       |
| Ім'я:    | い いっ いる おさむ かつ かず かづ すすむ てん はじめ ひ ひとつ まこと | i it iru osamu katsu kazu susumu ten hajime hi hitotsu makoto | і іт іру осаму кацу кадзу сусуму тен хадзіме хі хітоцу макото |